# Dubai Tennis Championships 2018
Dubai Tennis Championships 2018 (також відомий під назвою Dubai Duty Free Tennis Championships за назвою спонсора) - тенісний турнір, що проходив на кортах з твердим покриттям Aviation Club Tennis Centre у Дубаї (ОАЕ). Належав до серії ATP 500 в рамках Туру ATP 2018, а також до серії Premier в рамках Туру WTA 2018. Жіночий турнір тривав з 19 до 25 лютого, а чоловічий - з 26 лютого до 3 березня 2018 року.

## Очки і призові

### Нарахування очок
| Дисципліна                 | П   | Ф   | ПФ  | ЧФ  | 1/8 | 1/16 | Q   | Q3  | Q2  | Q1  |
| Одиночний розряд, чоловіки | 500 | 300 | 180 | 90  | 45  | 0    | 20  | Н/Д | 10  | 0   |
| Парний розряд, чоловіки    | 500 | 300 | 180 | 90  | 0   | Н/Д  | 45  | Н/Д | 25  | 0   |
| Одиночний розряд, жінки    | 470 | 305 | 185 | 100 | 55  | 1    | 25  | 18  | 13  | 1   |
| Жінки, парний розряд       | 470 | 305 | 185 | 100 | 1   | Н/Д  | Н/Д | Н/Д | Н/Д | Н/Д |

### Призові гроші
| Дисципліна                 | П        | Ф        | ПФ       | ЧФ      | 1/8     | 1/16    | Q3     | Q2     | Q1     |
| Одиночний розряд, чоловіки | $511,750 | $240,340 | $119,340 | $59,670 | $30,235 | $15,910 | Н/Д    | $2,655 | $1,460 |
| Чоловіки, парний розряд*   | $150,800 | $71,270  | $34,390  | $17,890 | $9,370  | Н/Д     | Н/Д    | Н/Д    | Н/Д    |
| Одиночний розряд, жінки    | $465,480 | $254,124 | $136,138 | $35,723 | $19,809 | $10,950 | $5,408 | $2,951 | $1,854 |
| Жінки, парний розряд*      | $74,042  | $39,184  | $20,087  | $10,042 | $5,223  | Н/Д     | Н/Д    | Н/Д    | Н/Д    |

*на пару

## Учасники основної сітки в одиночному розряді

### Сіяні
| Країна               | Гравець               | Рейтинг1 | Сіяний |
| -------------------- | --------------------- | -------- | ------ |
| Болгарія             | Григор Димитров       | 4        | 1      |
| Франція              | Люка Пуй              | 16       | 2      |
| Іспанія              | Роберто Баутіста Аґут | 22       | 3      |
| Боснія і Герцеговина | Дамір Джумгур         | 29       | 4      |
| Франція              | Рішар Гаске           | 34       | 5      |
| Німеччина            | Філіпп Кольшрайбер    | 35       | 6      |
| Сербія               | Філіп Країнович       | 36       | 7      |
| Японія               | Юіті Суґіта           | 41       | 8      |

- Рейтинг подано станом на 19 лютого 2018.

### Інші учасники
Нижче наведено учасників, які отримали вайлдкард на участь в основній сітці:
- Маркос Багдатіс
- Малік Джазірі
- Стефанос Ціціпас

Учасники, що потрапили до основної сітки як особливий виняток:
- Ілля Івашко

Такі учасники отримали право на участь завдяки захищеному рейтингові:
- Андреас Гайдер-Маурер
- Йосіхіто Нісіока

Нижче наведено гравців, які пробились в основну сітку через стадію кваліфікації:
- Ернестс Гульбіс
- Квентен Аліс
- Yannick Maden
- Gleb Sakharov

Як щасливий лузер в основну сітку потрапили такі гравці:
- Блаж Кавчич

### Знялись з турніру
До початку турніру
- Паоло Лоренці → його замінив  Блаж Кавчич

## Учасники основної сітки в парному розряді

### Сіяні
| Країна     | Гравець         | Країна        | Гравець     | Рейтинг1 | Сіяний |
| ---------- | --------------- | ------------- | ----------- | -------- | ------ |
| Фінляндія  | Генрі Контінен  | Австралія     | Джон Пірс   | 7        | 1      |
| Нідерланди | Жан-Жульєн Роєр | Румунія       | Горія Текеу | 21       | 2      |
| Хорватія   | Іван Додіг      | США           | Ражів Рам   | 34       | 3      |
| ПАР        | Равен Класен    | Нова Зеландія | Майкл Венус | 44       | 4      |

- Рейтинг подано станом на 19 лютого 2018.

### Інші учасники
Нижче наведено пари, які отримали вайлдкард на участь в основній сітці:
- Джеймс Серретані  /  Леандер Паес
- Денис Істомін /  Деніел Нестор

Нижче наведено пари, що пробились в основну сітку через стадію кваліфікації:
- Ян-Леннард Штруфф /  Віктор Троїцький

Пари, що потрапили в основну сітку як щасливі лузери:
- Андреас Гайдер-Маурер /  Флоріан Маєр

### Відмовились від участі
До початку турніру
- Карен Хачанов

## Учасниці основної сітки в одиночному розряді

### Сіяні
| Країна          | Гравчиня            | Рейтинг1 | Сіяна |
| --------------- | ------------------- | -------- | ----- |
| Україна         | Еліна Світоліна     | 3        | 1     |
| Іспанія         | Гарбінє Мугуруса    | 4        | 2     |
| Чехія           | Кароліна Плішкова   | 5        | 3     |
| Латвія          | Олена Остапенко     | 6        | 4     |
| Франція         | Каролін Гарсія      | 7        | 5     |
| Німеччина       | Анджелік Кербер     | 9        | 6     |
| Велика Британія | Джоанна Конта       | 11       | 7     |
| Франція         | Крістіна Младенович | 13       | 8     |

- Рейтинг подано станом на 12 лютого 2018.

### Інші учасниці
Нижче наведено учасниць, які отримали вайлдкард на участь в основній сітці:
- Кетрін Белліс
- Джоанна Конта
- Наомі Осака
- Олена Остапенко

Нижче наведено гравчинь, які пробились в основну сітку через стадію кваліфікації:
- Сара Еррані
- Саманта Стосур
- Леся Цуренко
- Софія Жук

Як щасливий лузер в основну сітку потрапили такі гравчині:
- Ван Цян

### Відмовились від участі
- Ешлі Барті → її замінила  Катерина Макарова
- Юлія Гергес → її замінила  Карла Суарес Наварро
- Медісон Кіз → її замінила  Елісе Мертенс
- Петра Квітова → її замінила  Ван Цян
- Міряна Лучич-Бароні → її замінила  Анетт Контавейт

## Учасниці основної сітки в парному розряді

### Сіяні
| Країна            | Гравчиня          | Країна | Гравчиня                  | Рейтинг1 | Сіяна |
| ----------------- | ----------------- | ------ | ------------------------- | -------- | ----- |
| Росія             | Катерина Макарова | Росія  | Олена Весніна             | 6        | 1     |
| Китайський Тайбей | Латіша Чжань      | Чехія  | Андреа Сестіні-Главачкова | 7        | 2     |
| Чехія             | Луціє Шафарова    | Чехія  | Барбора Стрицова          | 22       | 3     |
| Китайський Тайбей | Сє Шувей          | КНР    | Пен Шуай                  | 41       | 4     |

- Рейтинг подано станом на 12 лютого 2018.

### Інші учасниці
Нижче наведено пари, які отримали вайлдкард на участь в основній сітці:
- Lisa Ponomar /  Еден Сілва

### Відмовились від участі
Під час турніру
- Луціє Шафарова

## Переможці та фіналісти

### Одиночний розряд, чоловіки
- Роберто Баутіста Аґут —  Люка Пуй, 6–3, 6–4

### Одиночний розряд, жінки
- Еліна Світоліна  —  Дарія Касаткіна, 6–4, 6–0

### Парний розряд, чоловіки
- Жан-Жульєн Роєр /  Горія Текеу —  Джеймс Серретані /  Леандер Паес, 6–2, 7–6(7–2)

### Парний розряд, жінки
- Чжань Хаоцін /  Ян Чжаосюань —  Сє Шувей /  Пен Шуай, 4–6, 6–2, [10–6]